# Car boot sale

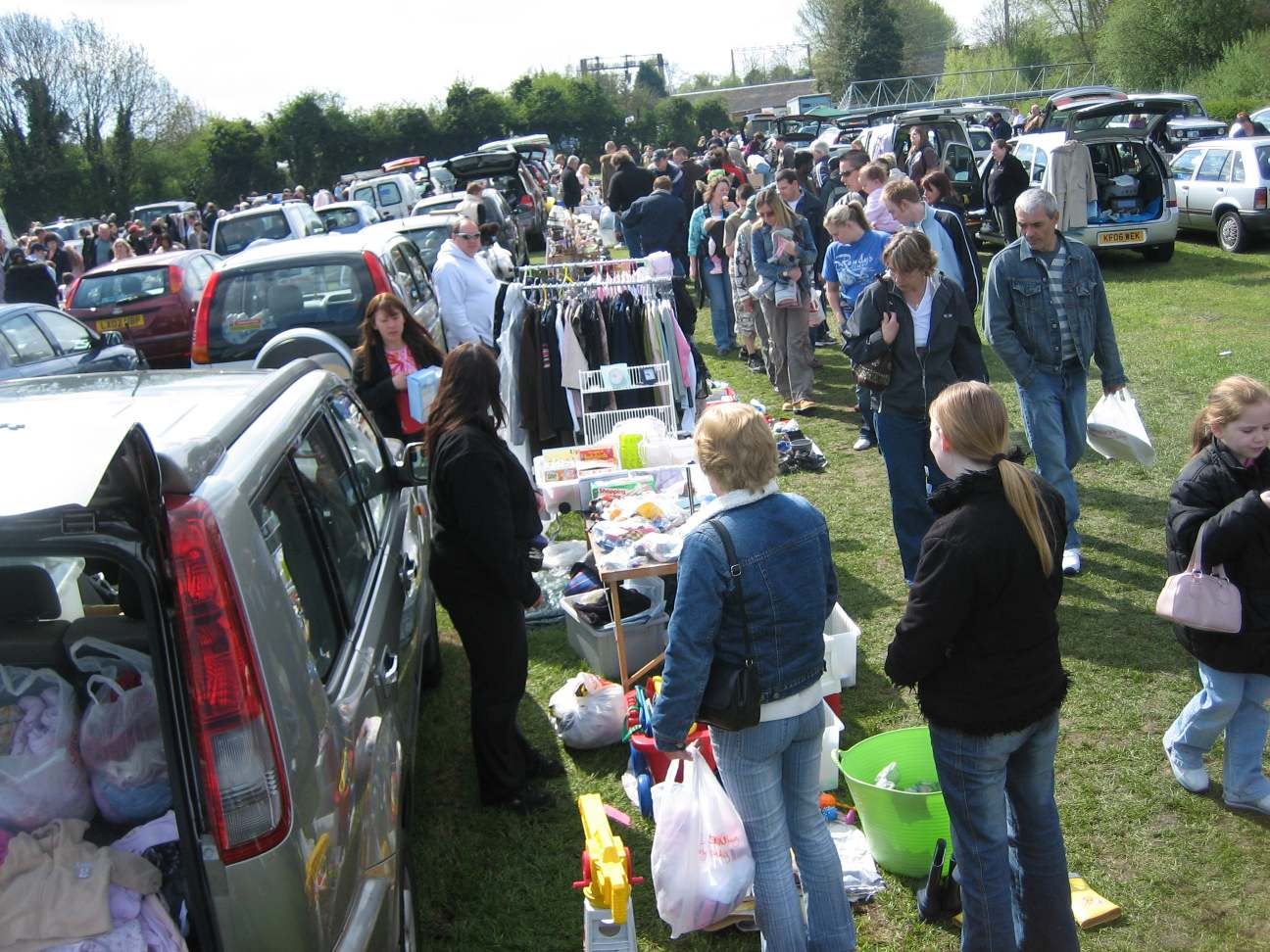
Car boot sale w Apsley w hrabstwie Hertfordshire w Wielkiej Brytanii

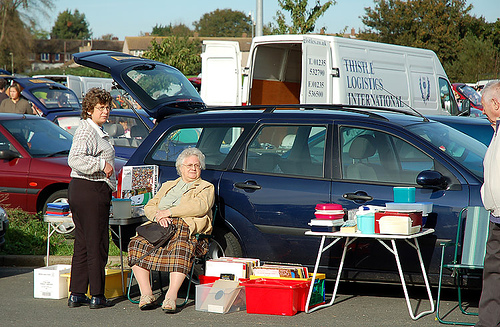
Sytuacja podczas car boot sale

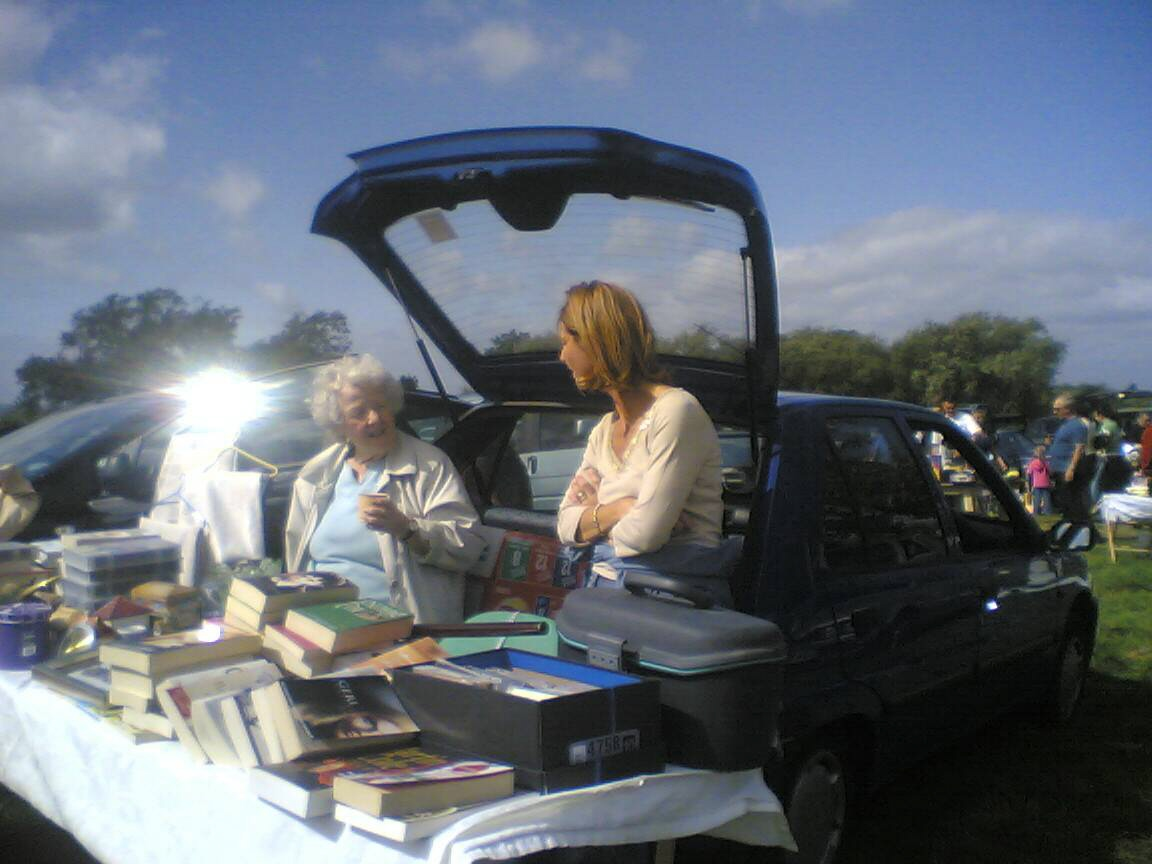
Nazwa car boot sale pochodzi od sprzedaży przedmiotów z bagażnika samochodu

Car boot/trunk sale lub boot/trunk fair (ang. „wyprzedaż z bagażnika”) – brytyjski rodzaj bazaru, na którym osoby prywatne sprzedają głównie używane sprzęty domowe. Car boot sales odbywają się także w Australii i zdobywają popularność w Europie.

## Cechy
Termin car boot sale odnosi się do sprzedaży z bagażnika samochodu zaparkowanego na terenie placu handlowego. Sprzedawcy to przede wszystkim osoby prywatne sprzedające własne używane przedmioty. Sporadycznie kupujący poszukują na wyprzedażach przedmiotów do dalszej odsprzedaży, jednak przede wszystkim są to osoby prywatne kupujące na własny użytek. 
Wśród sprzedawanych przedmiotów zdarzają się antyki, przedmioty kolekcjonerskie, ale głównie są to wszelkiego rodzaju przedmioty spotykane w gospodarstwie domowym, podobnie jak na pchlim targu; takie jak nietrafione prezenty, pochopnie nabyte pamiątki, zabawki, które już się znudziły, kieliszki, ubrania, książki, płyty CD i DVD. Jednak można też trafić na wartościowe przedmioty, takie jak wyposażenie pilota RAF z II wojny światowej warte ok. 9000 funtów; przedmioty zabytkowe, np. znaleziono tablicę imienną okrętu podwodnego HMS „Tally-Ho”, któremu w 1942 roku nazwę nadał Winston Churchill, nabytą za 90 funtów, a wartą ok. 10.000 funtów; a nawet 19 płyt gramofonowych będących własnością księżnej Diany, kiedy była nastolatką. 

## Organizacja
Car boot sales odbywają się przede wszystkim w miesiącach letnich, jednak część ma miejsce także zimą, czasem w pomieszczeniach. Car boot sales bywają organizowane w miejscach publicznych, na terenach zielonych, sportowych, szkolnych lub parkingach. Przeważnie mają miejsce w weekendy, zwykle w niedziele. Sprzedawcy zwykle uiszczają opłatę targową za stoisko, czasem też jest drobna opłata za wstęp dla kupujących. Przedmioty na sprzedaż są zwykle wypakowywane z bagażników na stoły, koce lub bezpośrednio na ziemię.

## Historia
Ksiądz katolicki ze Stockport w hrabstwie Wielki Manchester, Harry Clarke, rozpoczął propagowanie wyprzedaży z bagażnika samochodowego w Anglii po tym, jak zobaczył taką praktykę w Kanadzie na początku lat 70. XX w. Spopularyzowane w latach 80. Car Boot Sales stały się jedną z ulubionych form spędzania czasu wolnego w Wielkiej Brytanii. 
O wyprzedażach nakręcono kilka programów pod nazwą Boot Sale Challenge, emitowanych przez różne sieci telewizyjne w latach 2001–2004.

## Troska o środowisko
Wyprzedaże z bagażnika mogą być sposobem zwrócenia uwagi dużej części społeczeństwa na możliwość ponownego użycia przedmiotów zamiast wyrzucania ich na śmietnik, a nawet dostrzeżenia, że jako społeczeństwo posiadamy zbyt wiele sprzętów. Wartość niechcianych ubrań, książek itp. zalegających na strychach i w szafach w Wielkiej Brytanii szacowana jest na 50 miliardów funtów, a nietrafionych prezentów z jednych tylko świąt Bożego Narodzenia – na 2 miliardy funtów.

## Statystyki
Według szacunków Association of British Chambers of Commerce, w 1994 w Wielkiej Brytanii odbywało się ok. 1500 car boot sales tygodniowo, a brało w nich udział ok. 250.000 samochodów. Rada miejska w Exeter, która organizowała własny bazar, podaje, że w 1994 minimalny zysk z pojedynczego stoiska wynosił ok. 50 funtów, a w miesiącach letnich nawet 300.
W 2010 przeciętny zysk z pojedynczego stoiska w Londynie wynosił 83 funtów, a w Walii 80.
W 2010 na Car boot sales rocznie wydawane było ok. 1,5 miliarda funtów. Każdego weekendu w sezonie Car boot sales odwiedzało ok. milion osób, a każdy przeciętnie wydawał 9,61 funtów.

## Problemy
Dla lokalnych władz problemem są przede wszystkim pozostawione po bazarze śmieci. Na wyprzedażach kupujący ani sprzedający raczej nie zwracają uwagi na gwarancje do sprzętu elektrycznego, a urządzenie nie zawsze można sprawdzić przed zakupem. Mimo że odnalezienie sprzedawcy może być problematyczne, według przepisów obowiązują go wytyczne ustawy Trade Descriptions Act. Car Boot Sales bywają też miejscami  nierejestrowanego handlu, czasem przedmiotami pochodzącymi z kradzieży.